# Maxdo Centre
Maxdo Centre é um dos arranha-céus mais altos do mundo, com 241 metros (792 ft). Edificado na cidade de Xangai, China e foi concluído em 2002 com 55 andares.